# Thylactus sikkimensis
Thylactus sikkimensis là một loài bọ cánh cứng trong họ Cerambycidae.